# Frits Kirkels

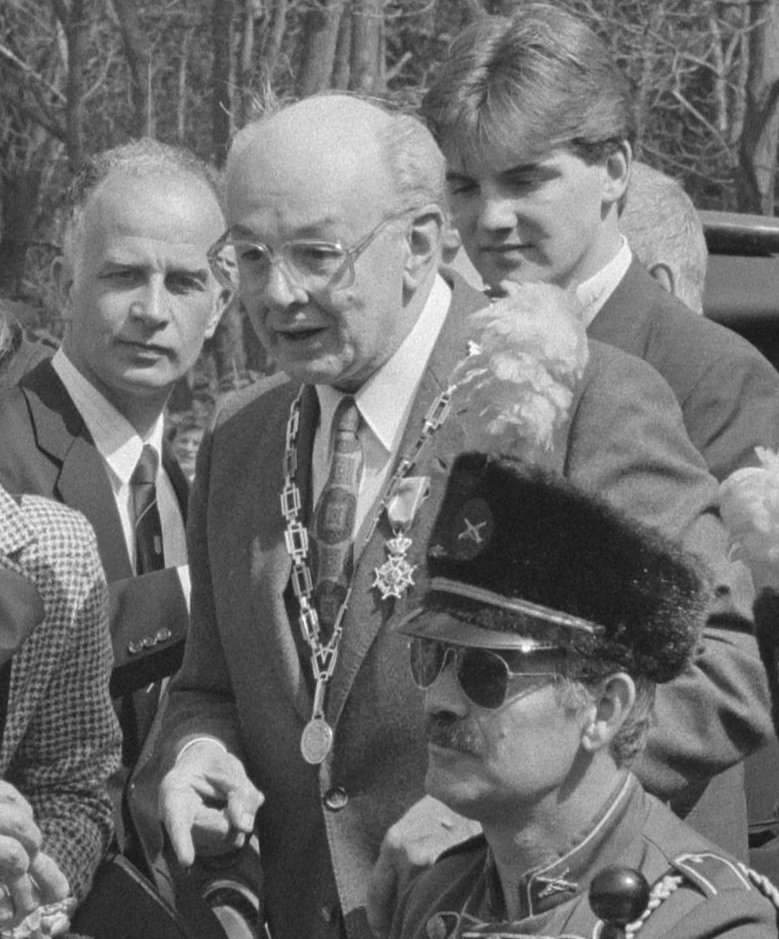
Burgemeester G.M.H.J. Kirkels (1986)

Godefridus Michaël Hubertus Josephus (Frits) Kirkels (Roermond, 1 december 1929 – aldaar, 19 oktober 2002) was een Nederlands politicus van de KVP en later het CDA.
Hij werd geboren als zoon van L.M. Kirkels die later burgemeester van Horn en Beegden zou worden. In 1956 ging hij werken bij de gemeente Beesel en in december 1961 volgde zijn benoeming tot burgemeester van Meijel. Kirkels was daarmee op 32-jarige leeftijd de jongste burgemeester van Nederland. Vanaf 1985 was hij daarnaast enkele jaren waarnemend burgemeester van Kessel. In oktober 1993 kwam na bijna 32 jaar een einde aan zijn burgemeesterschap. Eind 2002 overleed Kirkels op 72-jarige leeftijd.